# Manaque de Bassiana
Manaque (em armênio/arménio: Մանակ; romaniz.: Manak) foi um príncipe armênio de Bassiana do século IV, ativo no reinado de Cosroes III (r. 330–339). É conhecido apenas no relato de Fausto, o Bizantino que o menciona na campanha que suprimiu a revolta do vitaxa Bacúrio de Arzanena.

## Nome
Manaque (Մանակ, Manak) é um antropônimo de origem iraniana que derivou do iraniano antigo Manaca (*Mana-ka), que está ligado ao avéstico Mana (*Manah-), "mente", ou Manuschitra (Manušciθra), "aquele que tem a natureza de Manu".

## Vida
As origens de Manaque são incertas, salvo que Fausto, o Bizantino menciona que era um príncipe de Bassiana, o domínio da família Ordúnio, o que levou aos historiadores considerarem-no como membro dessa casa principesca. No relato, foi um dos generais enviados por Cosroes III (r. 330–339) para debelar a revolta do vitaxa Bacúrio, que pretendia romper sua vassalagem nominal ao Império Romano, assegurada pela Paz de Nísibis de 299, e tornar-se súdito do xainxá Sapor II (r. 309–379) do Império Sassânida. Os sassânidas enviaram tropas para apoiar o rebelde, mas os generais de Cosroes conseguiram derrotar os invasores e matar Bacúrio. Sua filha, cujo nome não foi indicado na obra, foi levada perante Cosroes, que a entregou como esposa a Valinaces I. Moisés de Corene, citando o mesmo episódio, substitui Manaque por Manachir Restúnio.